# Hygrohypnum coreanum
Hygrohypnum coreanum är en bladmossart som beskrevs av Jules Cardot 1913. Hygrohypnum coreanum ingår i släktet bäckmossor, och familjen Amblystegiaceae. Inga underarter finns listade i Catalogue of Life.